# Alcazaba de Málaga
La alcazaba de Málaga (del árabe al-qaṣbah, قصبة, al qasbah, 'ciudadela') es una fortificación palaciega de la época islámica, construida sobre una anterior fortificación de origen fenicio-púnico. Se encuentra en las faldas del monte Gibralfaro, en una posición elevada pero contigua y unida al centro histórico de la ciudad, lo que constituía la antigua madina de Mālaqa, y en cuya cumbre se halla el Castillo de Gibralfaro.
Ocupaba el extremo oriental del desaparecido recinto amurallado de la ciudad, de manera que los frentes de mediodía, poniente y norte quedaban a intramuros. Su superficie actual de 15 000 metros cuadrados no alcanza ni siquiera la mitad del tamaño que poseía en su época de esplendor, como demuestran los planos históricos conservados.
Según el arquitecto restaurador, Leopoldo Torres Balbás, la Alcazaba de Málaga es el prototipo de la arquitectura militar del periodo taifa, siglo XI, con su doble recinto amurallado y gran cantidad de fortificaciones, siendo su único paralelo el castillo del Crac de los Caballeros, fortaleza levantada en Siria por los Cruzados entre los siglos XII y XIII.
Este palacio-fortaleza es uno de los monumentos históricos de la ciudad, un espacio muy visitado por conjugar historia y belleza en un mismo recinto.

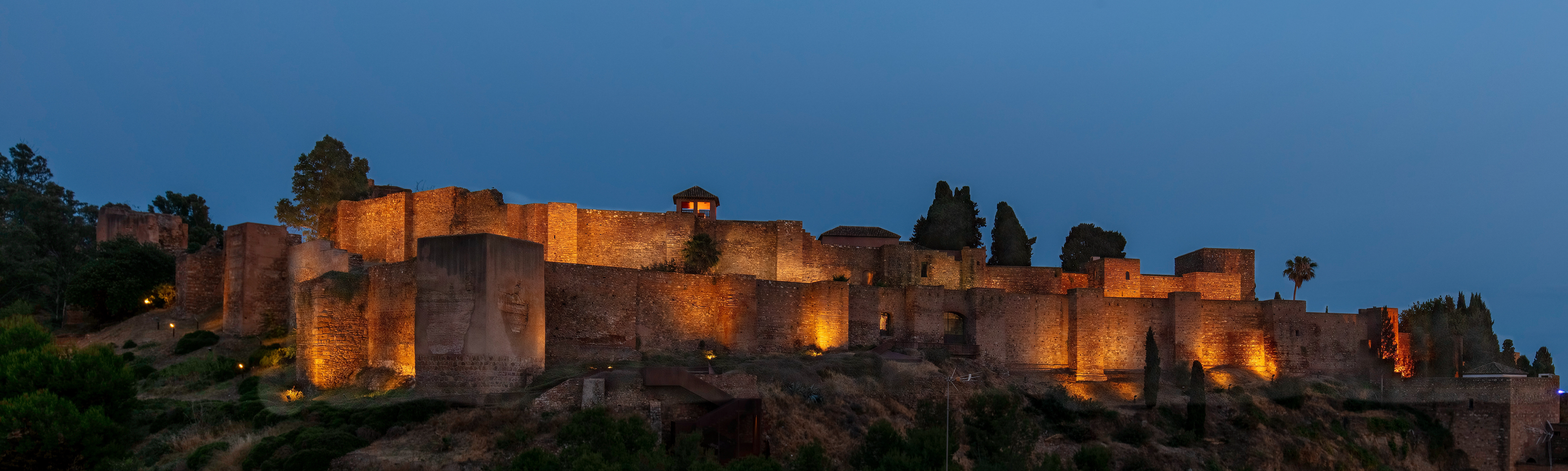
Vista nocturna de la Alcazaba.

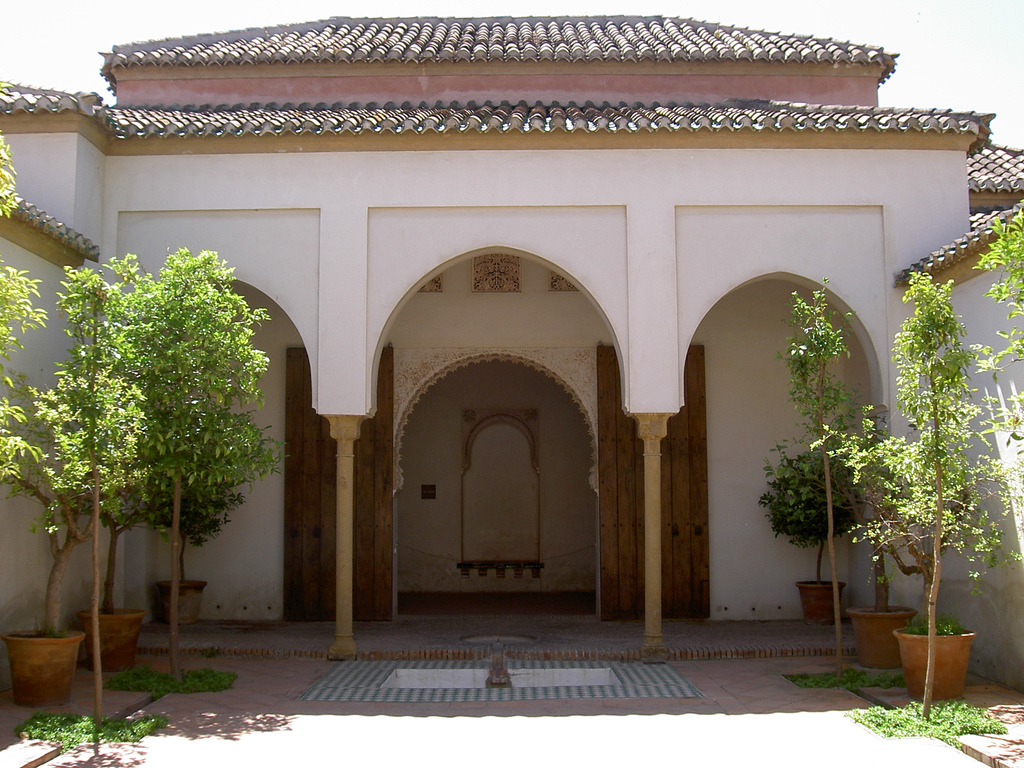
Patio de los Naranjos.

De época musulmana, está situada a los pies del monte Gibralfaro, donde se encuentra el castillo defensivo andalusí al que estaba unido por un pasillo resguardado por murallas llamado La Coracha; junto al Teatro romano de Málaga y frente al Palacio de la Aduana, es una oportunidad para ver en solo unos metros la unión de las culturas romana, andalusí y renacentista, lo que convierte a este rincón en un lugar muy especial. 

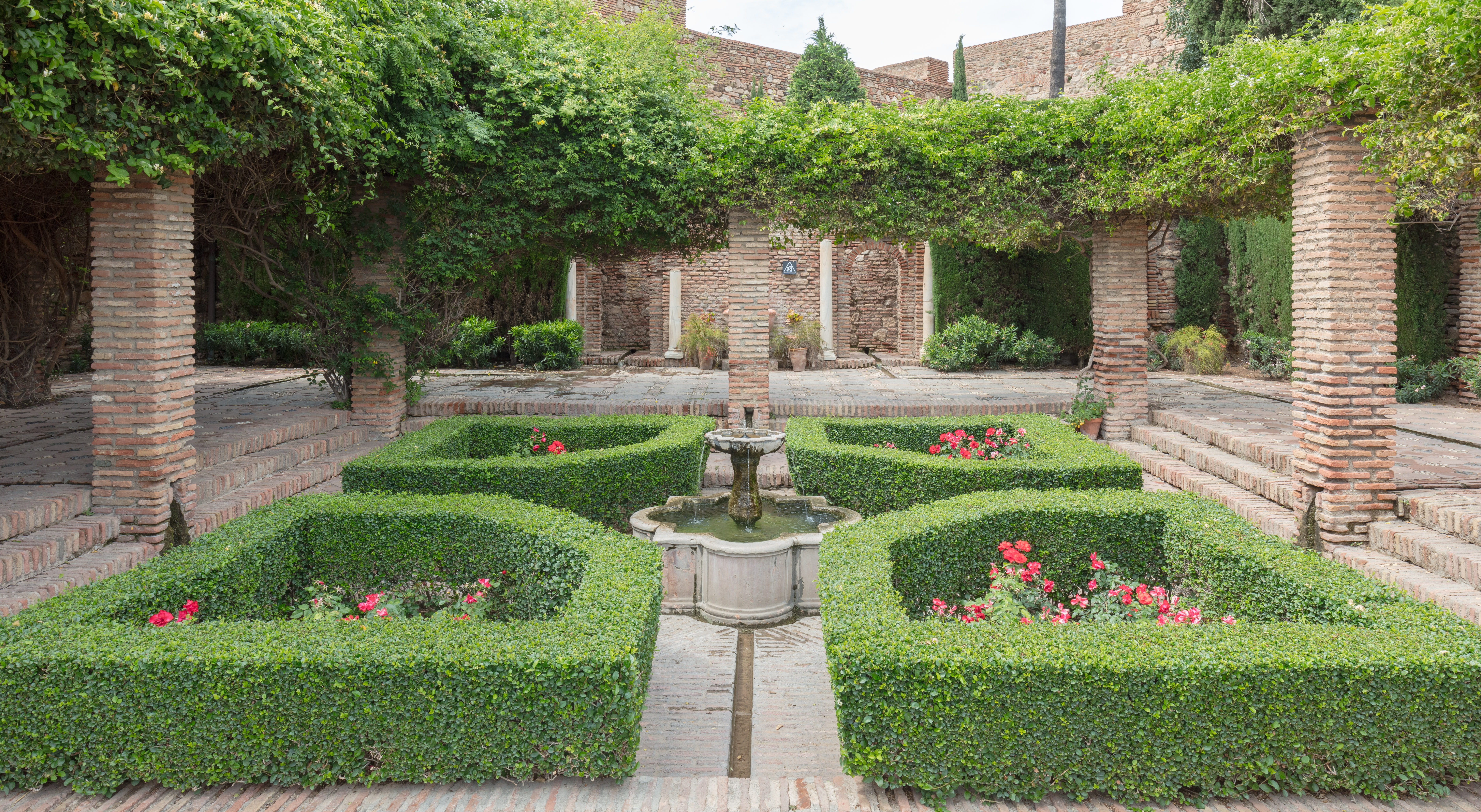
Patio de armas de la Alcazaba.

## Historia

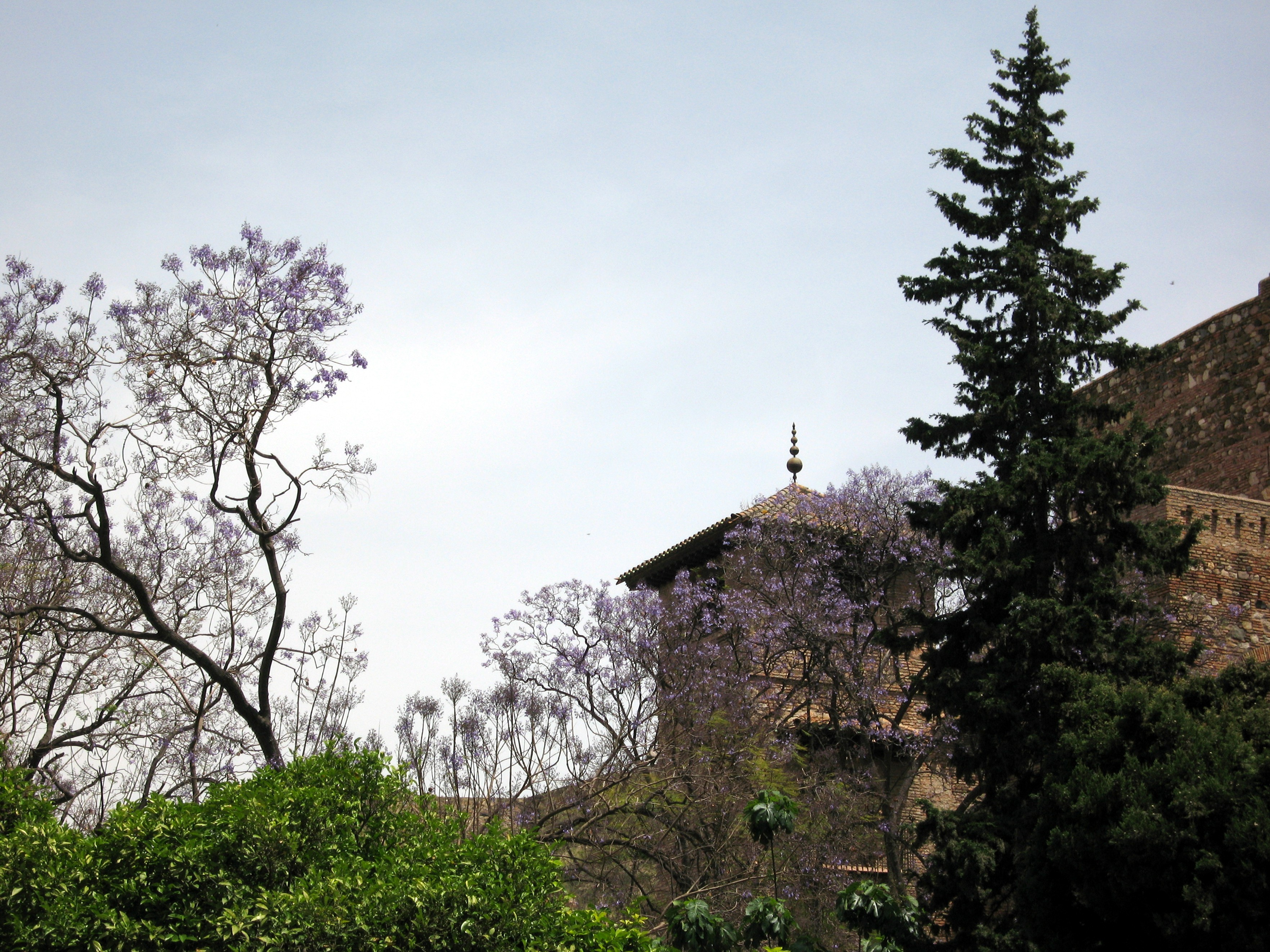
Vista desde calle Alcazabilla.

La Alcazaba que se puede contemplar actualmente es el resultado de un largo proceso histórico que podría dividirse en cuatro etapas: el periodo andalusí, del siglo X al siglo XV; tras la Reconquista a finales del siglo XV hasta el siglo XVIII; el del abandono de su estructura militar y deterioro, que abarcaría el siglo XIX hasta los comienzos del siglo XX; y el de su recuperación como Monumento Histórico Artístico desde la década de 1930 hasta nuestros días.
Algunos historiadores musulmanes afirman que fue el rey de taifas bereber, Badis ben Habús, quien ordenó construir la Alcazaba usando para su embellecimiento mármoles, columnas y estatuas del teatro romano adyacente, pero otros estudios ponen en tela de juicio esta afirmación ya que existen indicios que plantean que, en vez de una labor de construcción se trató de una restauración de un antiguo recinto amurallado de origen fenicio. Asimismo, anteriormente a Ben Habús, la dinastía Hammudí, últimos califas de Córdoba y reyes de la Taifa de Málaga, que trasladaron durante la Fitna de al-Ándalus la corte califal a Málaga, utilizaron el recinto de la Alcazaba y sus estancias como residencia palaciega.
Los almorávides irrumpieron en ella en 1092 y los almohades en 1146. Posteriormente, en 1279, es rendida a Muhammad II Ben al-Ahmar y pasa a formar parte del Reino nazarí de Granada.
Durante la Reconquista, la Alcazaba constituyó un infranqueable bastión nazarí en la toma de Málaga por Fernando el Católico, quien tras vencer y conquistar a El Zagal en Vélez, sitió la ciudadela que estaba en manos del Hamet el Zegrí y sus gómeres. El asedio comenzó el 5 de mayo de 1487 y no logró derrotar al Ejército nazarí constituido por 3.000 gómeres y 8.000 hombres armados. El 18 de agosto Alí Dordux, tras negociar su ciudadanía como mudéjar, rinde la Alcazaba, pero bajo el mando de El Zegrí y Alí Derbal, el Alcázar de Gibralfaro resistió dos días más hasta sucumbir por el hambre y la sed. El 19 de agosto entraron en la ciudad los Reyes Católicos, izando la cruz y el Pendón de Castilla en la Torre del Homenaje de la Alcazaba. El rey Fernando entregó a Málaga la imagen de la Virgen de la Victoria, talla de origen alemán regalada por el emperador Maximiliano I del Sacro Imperio Romano Germánico al monarca español, que desde ese momento se convirtió en patrona de la ciudad.
Aunque existen testimonios sobre su buen estado de conservación hasta 1675, con el paso de los años la ciudadela padeció un largo proceso de deterioro, siendo especialmente dramáticos el terremoto de 1680 y el bombardeo de la ciudad que hicieron nueve buques franceses desde la Bahía de Málaga en 1693, en el transcurso de la Guerra de los Nueve Años. Entre 1733 y 1735 el alcaide de la Alcazaba, Francisco Antonio de Unzaga Amézaga y Aperribay, dio licencia para que las clases populares oyesen misa en el oratorio de la capilla-mezquita de San Gabriel de la Alcazaba, es por lo que este alcaide solicita al rey que esta capilla, situada en la calle del Zagal, próxima al teatro romano y que habría sufrido mucho en los terremotos de 1693, pudiera restaurarse gracias a la gestión ilustrada de Unzaga. Sus arcos andalusíes se conservaron hasta el bombardeo de 1937, en el transcurso de la guerra civil española. Entre 1787 y 1792 el teniente general Luis de Unzaga y Amézaga, Presidente de la Junta de Reales Obras y como gobernador de la Comandancia general de las costas del Reino de Granada que incluía la provincia marítima de Málaga, ordenó diversas labores de acondicionamiento de la Alcazaba y Gibralfaro para que sus guarniciones militares pudieran recibir agua potable
Durante la Guerra del Rosellón en 1794 fue presidio para 479 franceses y se erigió en el recinto, por orden del Secretario de Estado Manuel Godoy, el Hospital Real de San Luis. Más tarde, los muros exteriores y parte del recinto interior fueron usados para caserío. No fue hasta las primeras décadas del siglo XX cuando comienzan los trabajos de rehabilitación, especialmente desde la década de 1930. Los principales responsables de estas labores fueron, entre otros, el crítico de arte Ricardo de Orueta, los arquitectos José Joaquín González Edo, Leopoldo Torres Balbás, Fernando Guerrero-Strachan Rosado y Francisco Prieto Moreno, y el investigador y académico Juan Temboury, todos bajo el auspicio del gobernador civil en aquel momento, Emilio Lamo de Espinosa.

## Descripción histórica y contemporánea

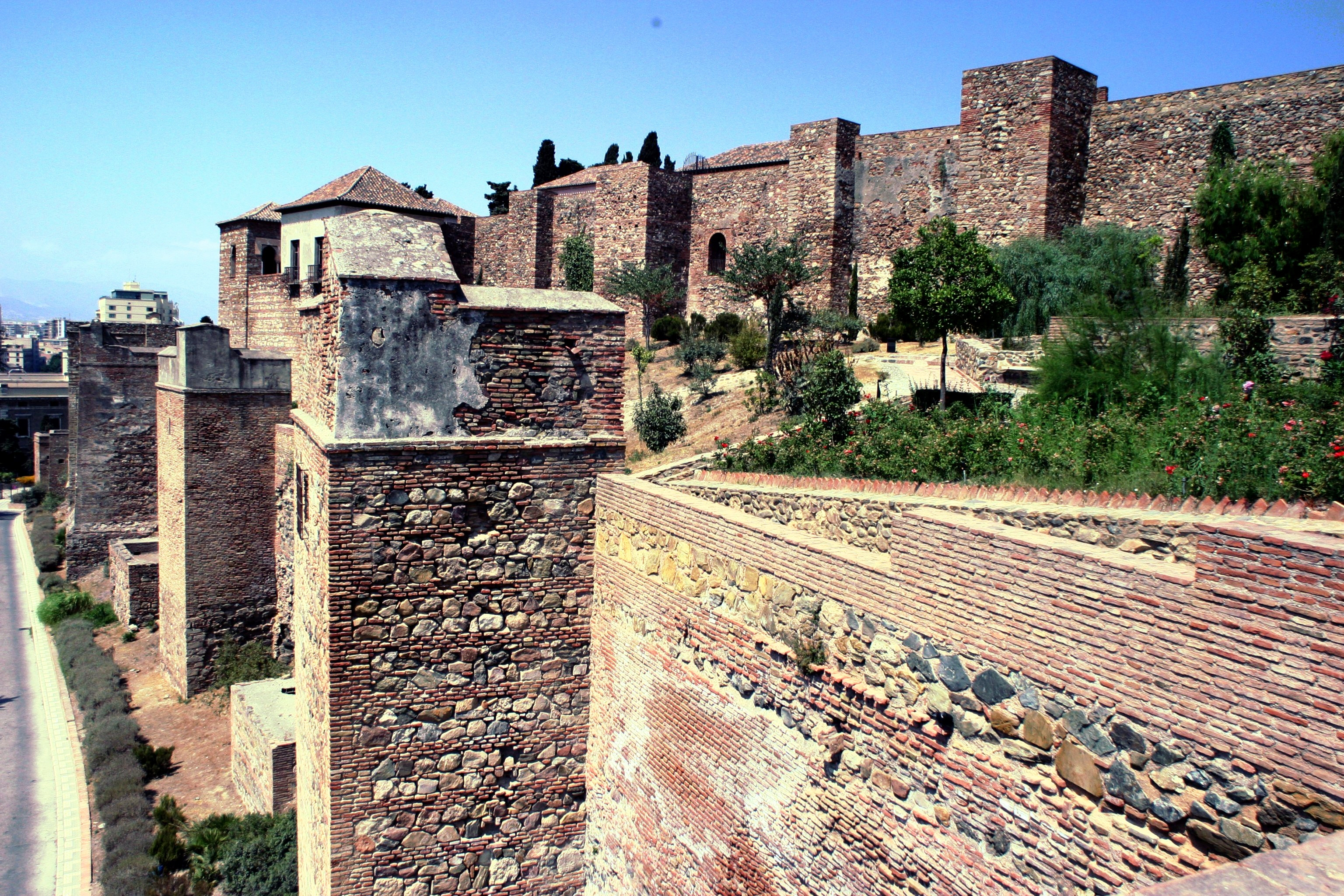
Murallas almenadas.

Su reforma le confiere una profunda impronta como edificación nazarí construida sobre roca. Conjuga las necesidades de defensa y la belleza de un palacio de estilo árabe organizado a base de patios rectangulares y crujías en torno con sus jardines y estanques. Sus estancias, que en la tradición de la arquitectura nazarí buscan en los interiores la alternancia de luces y sombras para conseguir esos juegos que tan bien dominaron los alarifes.

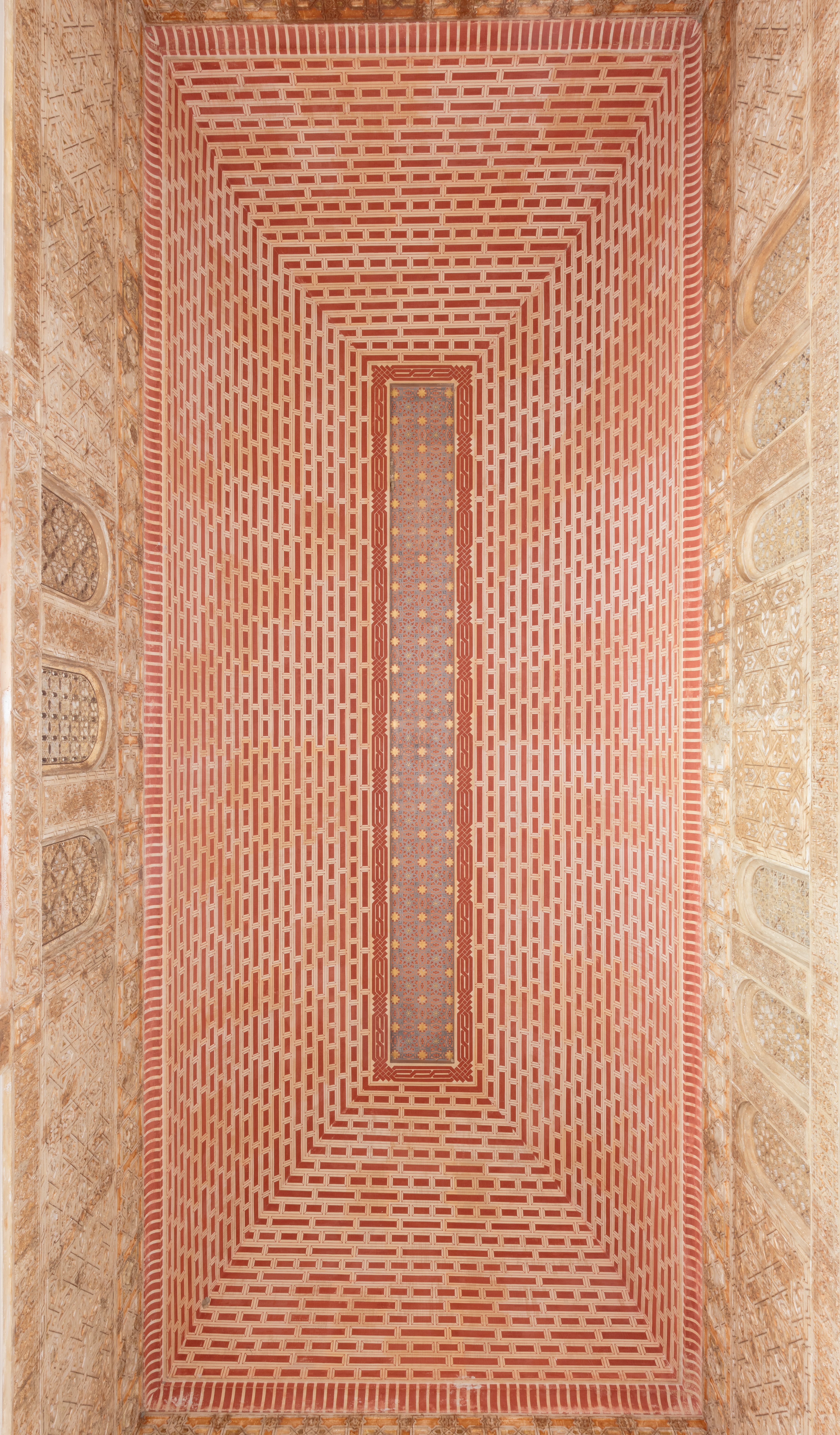
Techo de los Cuartos de Granada.

Su componente militar la hace una de las obras del periodo andalusí más importantes de las conservadas en España. Con matacanas, torres albarranas con saeteras y murallas almenadas como elementos defensivos, sin embargo, su mejor defensa estaba en su situación, dominando desde sus balcones la ciudad y la bahía.
A su alrededor había un barrio, hoy totalmente desaparecido, que tenía incluso su sistema para evacuar las aguas fecales, y con letrinas en casi todas las casas, lo que acredita el alto nivel de civilización que existía en esos momentos.
Tuvo sucesivas reconstrucciones, algunas hasta en el siglo XX, y actualmente es visitable con importantes muestras arqueológicas expuestas. En las primeras excavaciones para su restauración aparecieron restos de muros romanos de hormigón revestido de estuco rojizo y pequeñas albercas excavadas en pizarra, destinadas a la preparación del garum (pasta de pescado que elaboraban los romanos) y una mazmorra donde encerraban durante la noche a las cautivas cristianas que trabajaban de día.
La Alcazaba es una edificación construida sobre la roca y en la que destaca la armoniosa conjunción de las necesidades defensivas y la serena belleza de sus estancias y jardines interiores. Desde su construcción, se trataba de una fortaleza urbana, con uso político-administrativo como sede del gobierno y aposento para las jerarquías de la ciudad. De los 15 000 metros cuadrados de espacio interior que se conservan en la actualidad, 3.478 son de construcciones que podríamos calificar como civiles, 3516 de edificaciones de carácter militar y el resto es superficie no edificada.
De su estructura original, se ha perdido completamente el denominado Haza de la Alcazaba o Haza Baja, el recinto inferior cerrado y meridional de la Alcazaba, que los castellanos denominarían tristemente "el corral de los cautivos", y que Rodríguez de Berlanga, testigo de su demolición, describía en su obra "Malaca" como estructura de ciclópeos muros y torreones, sin duda, más importantes que los actualmente conservados, ya que constituían la primera línea defensiva frente al mar. Asimismo, en la antigua calle del Zagal de la Alcazaba, se encontraba la antigua mezquita-capilla bajo la advocación del Arcángel Gabriel que mandó construir el rey Fernando II de Aragón en 1497, hoy también desaparecida.
Para llegar a la zona superior del palacio, donde habitaba el cadí o el alcaide de la ciudad, y que aún se conservaba en buen estado en 1675 según relataba Cristóbal Amate de la Borda y donde se hospedó el rey Felipe IV de España durante su visita a la ciudad en 1625, era necesario atravesar desde el interior de la ciudad tres recintos concéntricos amurallados y alargados, y ocho puertas fortificadas; dos de ellas en recodo, que daban seguridad a sus habitantes, tanto a los reyes y gobernadores musulmanes, que habitaron el palacio taifal y el palacio nazarí, como a los que moraron en el arrabal a intramuros.
Las torres y los muros han sido reconstruidos en parte, antes y después del paso de la ciudad a manos castellanas. En su construcción se emplearon materiales de acarreo y se reutilizaron piezas del anexo teatro romano, como columnas y capiteles.
Las construcciones en los comienzos del periodo andalusí se realizaron de piedra caliza numulítica, de canteras próximas al mar, alternando sillares de canto con otros de frente. Pero esta piedra se descompone muy rápidamente con la humedad, por lo que se tuvieron que efectuar pronto reparaciones. A finales del siglo XIII o primeros del XIV, se reforzaron los muros y torres, adosándoles muros de mampostería al exterior.

## Estancias

### Zona de ingreso al recinto superior

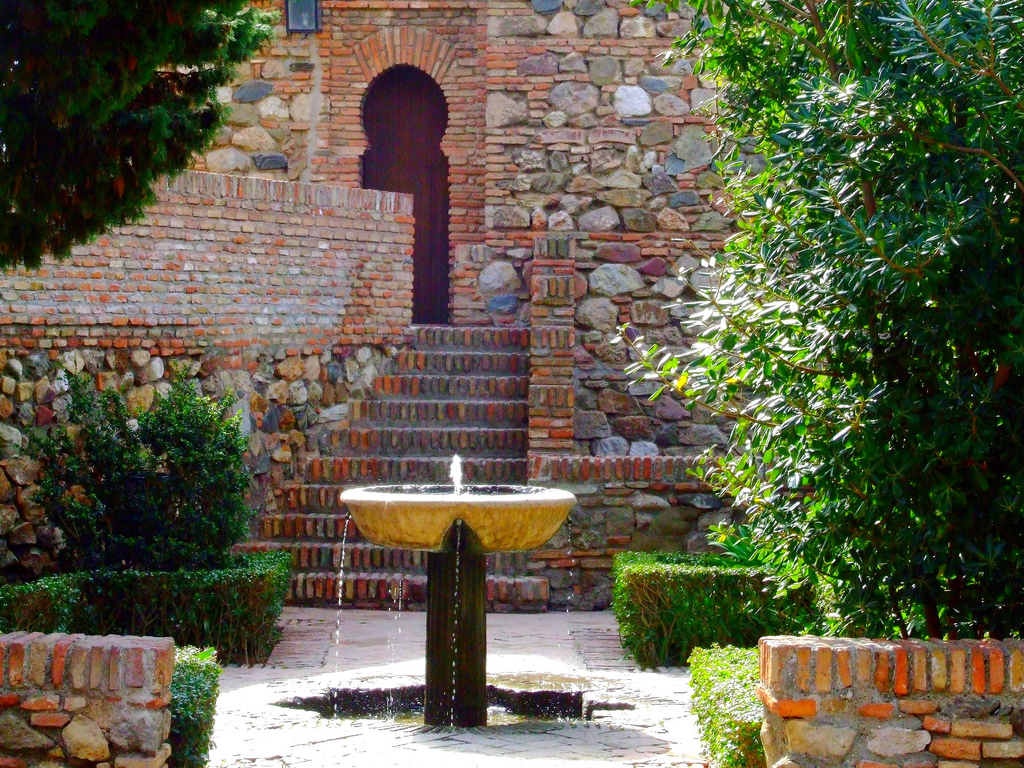
Patio de los Surtidores.

Toda la zona de ingreso sufrió modificaciones recién conquistada la ciudad por los Reyes Católicos. Una vez traspasada la puerta principal y la llamada Puerta de las Columnas, se ha de subir una rampa con peldaños, que termina en el Arco del Cristo.
Este arco es un pasadizo en recodo abierto en el interior de una torre, cuya parte superior fue reconstruida. El arco de entrada, rodeado por un alfiz de ladrillos, descansa sobre pilastras y tiene clave de piedra, que estuvo dorada, en la cual se labró en hueco una llave. En la estancia alta había un matacán, como así atestiguan dos ménsulas de piedra que sobresalen en el muro.
La bóveda del pasadizo es vaída y de ladrillo. En las jambas del arco interior quedan restos de piedra numulítica, de la obra del siglo XI. La puerta fue reconstruida a finales del siglo XIII, como demuestra la llave esculpida en la clave del arco de ingreso.
Frente a la puerta de salida del Arco del Cristo aparecieron restos de muros romanos de hormigón revestido de estuco rojizo y pequeñas albercas excavadas en pizarra, destinadas a la preparación del garum (pasta de pescado que elaboraban los romanos).
Se trata de uno de los elementos conservados más interesantes, es una zona llana desde la cual se domina casi toda la ciudad, y donde después de la conquista se instaló la artillería, por lo que se bautizó como Plaza de Armas. Junto a esta se encuentra la Torre de la Vela y la Puerta de La Coracha, una comunicación al paso murado que la une con el castillo de Gibralfaro. En la Torre de la Vela se instaló una campana después de la conquista de la ciudad.

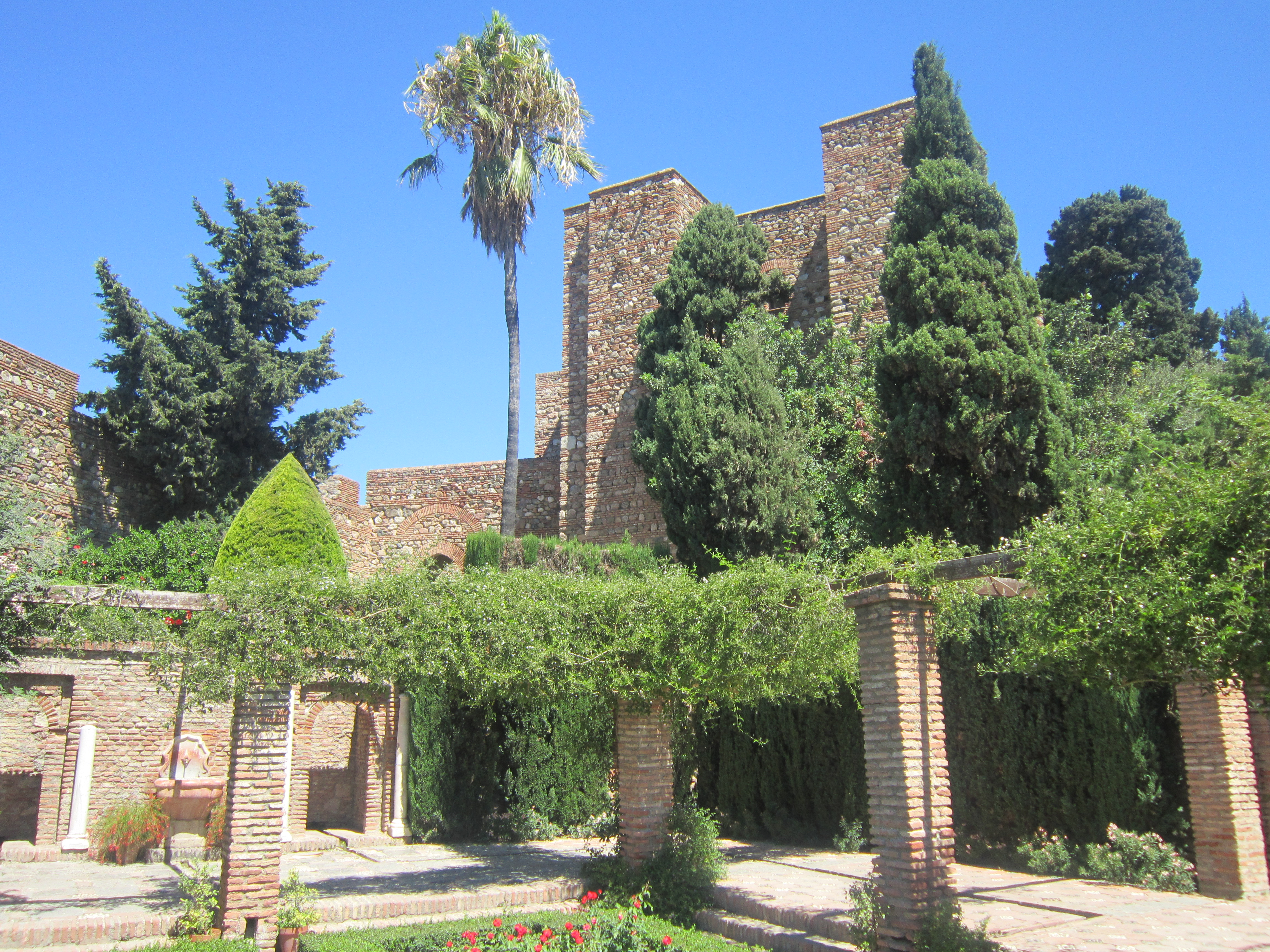
Vista del palacio del desde la plaza de armas.

Trabajos arqueológicos realizados por el profesor Manuel Acién han localizado en este enclave vestigios de una primitiva mezquita aljama del periodo emiral, siglo VIII.

#### Puerta de los Arcos

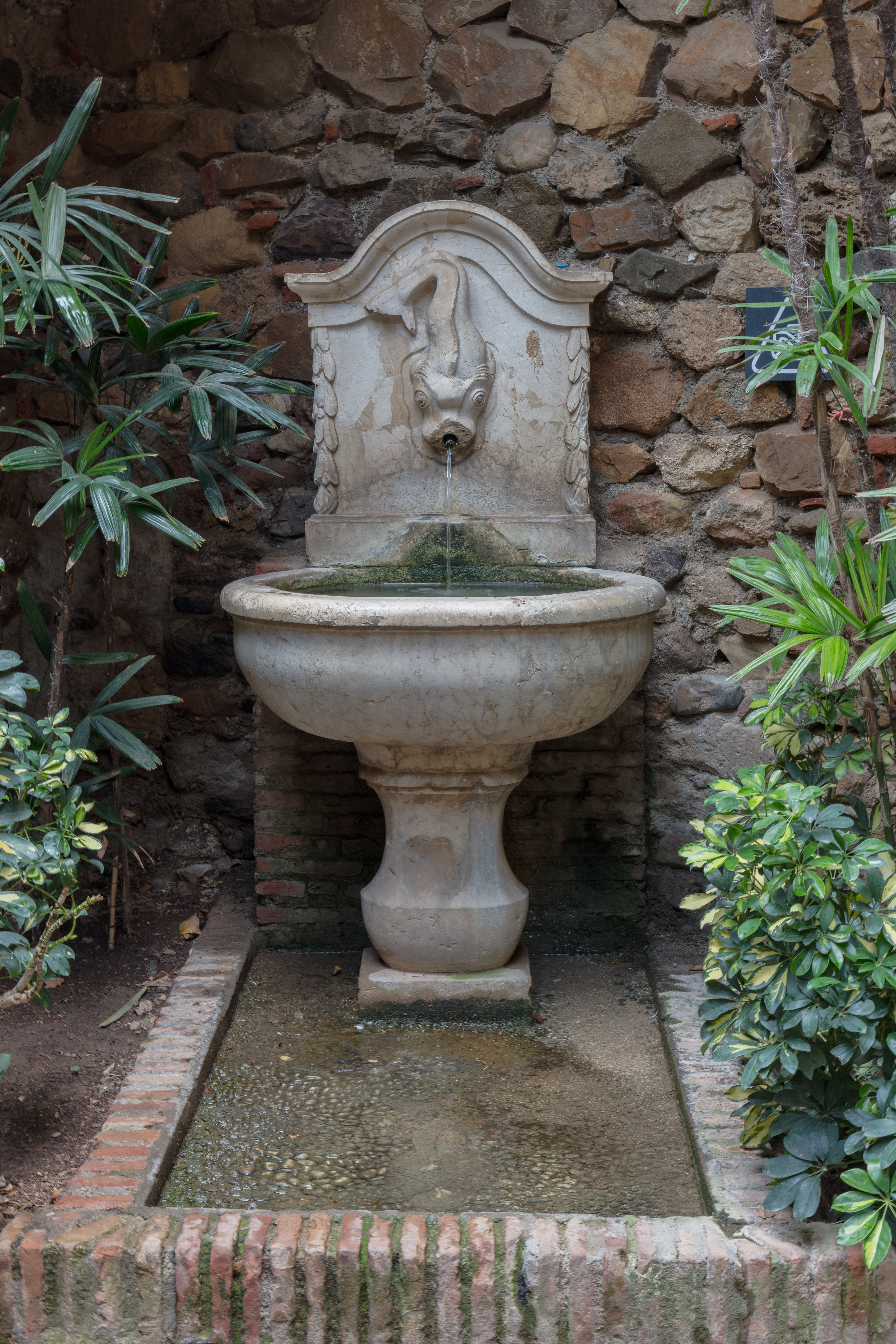
Fuente del Pez en el patio de la Mazmorra.

El ingreso al último recinto se hace a través de la Puerta de los Arcos y Torre del Tinel. Una vez traspasada la puerta de los Arcos se tuerce a la izquierda para alcanzar la plataforma superior. En las excavaciones de esta parte tan sólo se encontró un silo o mazmorra, donde encerraban durante la noche a las cautivas cristianas que trabajaban de día. Fernando Guerrero Strachan trazó en esta zona una serie de jardincillos en pequeñas terrazas, donde se instalaron una pila de baño romana de mármol, un jabalí labrado en piedra y un enorme pie humano de mármol de época romana también.

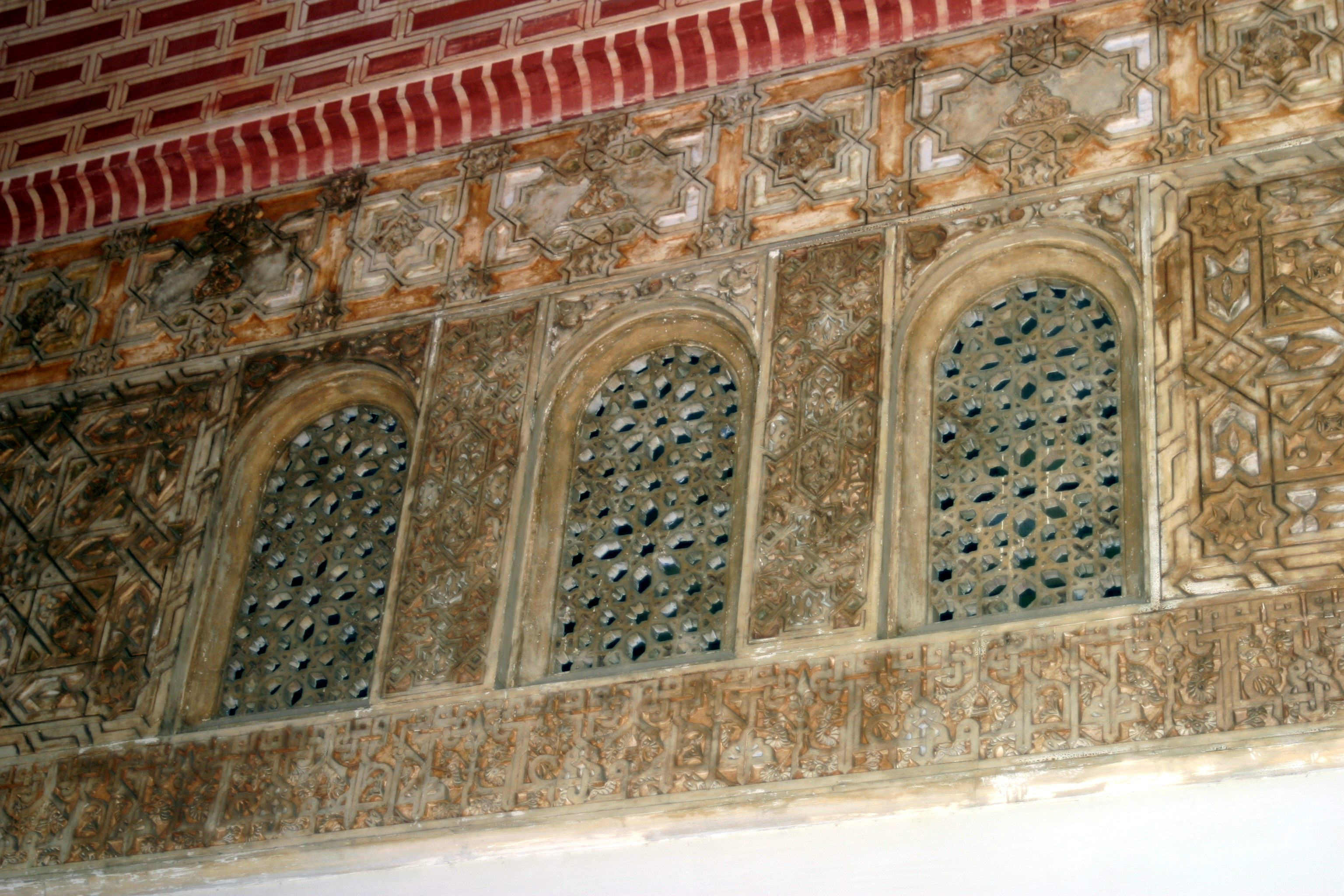
Relieves en el Palacio Nazarí.

### Recinto superior: Palacio taifal y nazarí

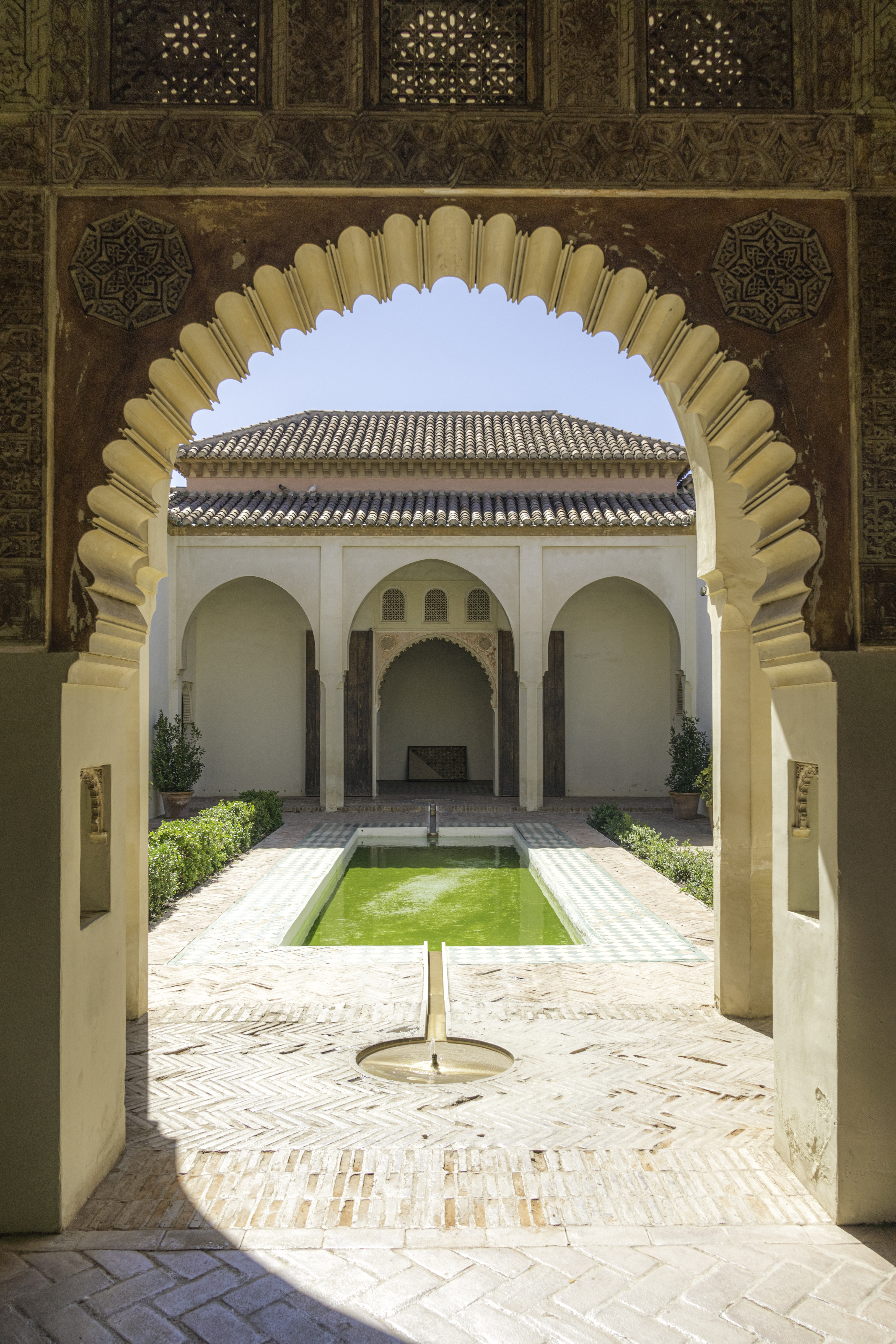
Patio de la Alberca.

El recinto superior, al que solo se accede a través de la puerta abierta en la Torre de los Cuartos de Granada, llamada Puerta Siete Arcos, está protegido en su otro extremo por la gran Torre del Homenaje. Está ocupado íntegramente por el Palacio, que en realidad son dos, los restos de uno taifal y el nazarí, y el barrio de las viviendas o barrio castrense, con ocho viviendas del siglo XI, los baños, el actual taller de restauración y el aljibe.

#### Cuartos de Granada

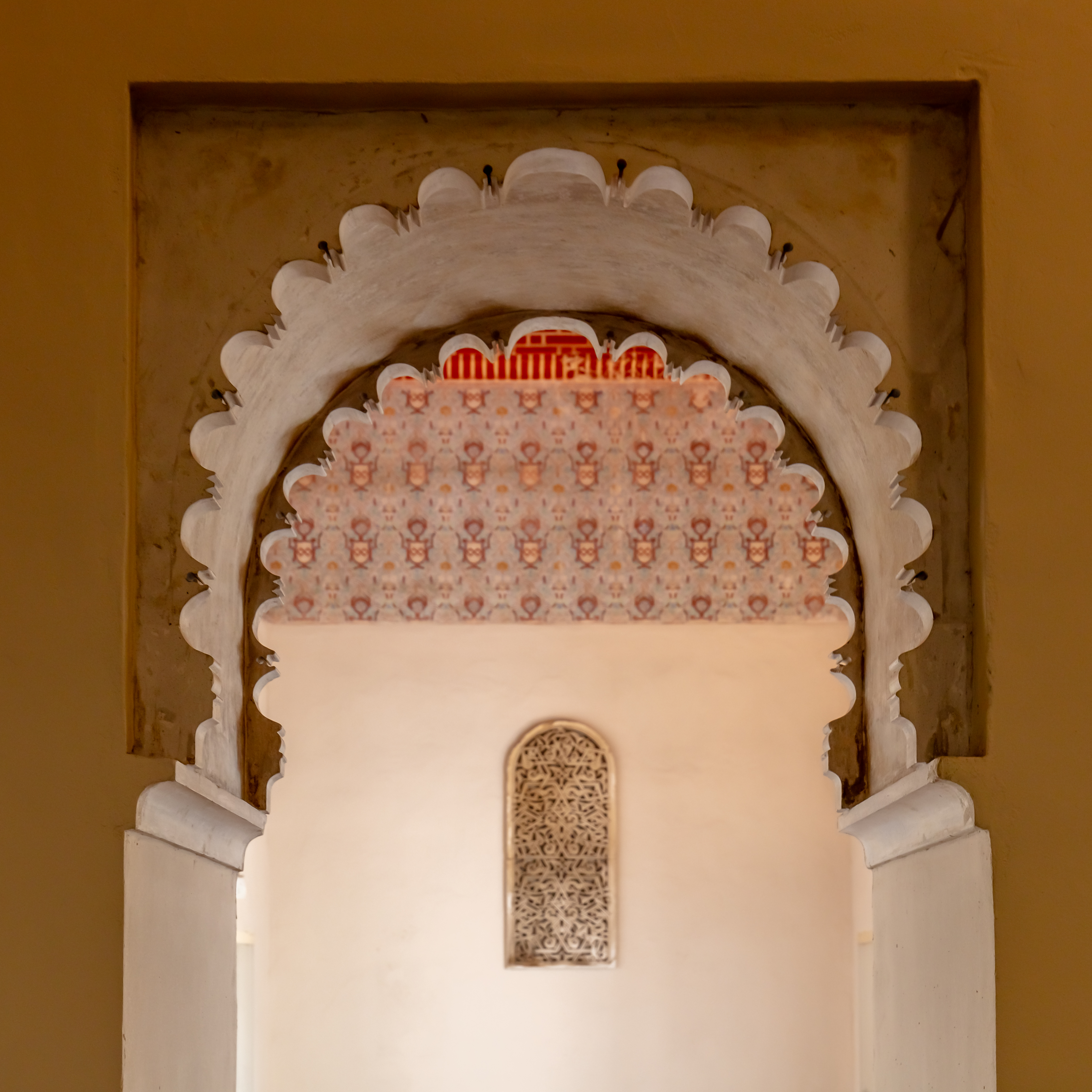
Detalle del palacio de Nasrid.

En la parte central del recinto superior se encuentran los “Cuartos de Granada”, donde vivían los reyes y gobernadores. La arquitectura aquí es de estilo nazarí, tratando de conseguir un escenario neutro donde se alternen zonas de luz y de sombra. En los muros de las salas y habitaciones, reconstruidas, existen pequeñas alacenas para exhibir fragmentos de cerámica musulmana hallados en las excavaciones.
El palacio estaba organizado a base de patios rectangulares y crujías en torno. Hay tres patios subsistentes que tuvieron en sus lados pórticos abiertos por tres arcos, mayor el del centro, disposición típica de los patios islámicos andaluces. Del primero de ellos, el más pequeño, sólo está reconstruido el pórtico sur, con tres arcos de herradura, que descansan sobre dos columnas intermedias de mármol. Este pórtico pertenece a la reconstrucción realizada durante los siglos XIII o XIV.
A occidente del pórtico, y en comunicación con él, existe un pequeño pabellón también reconstruido, abierto en sus cuatro frentes por arcos lobulados de yeso entrecruzados.

#### Barrio de viviendas o castrense y Torre del Homenaje

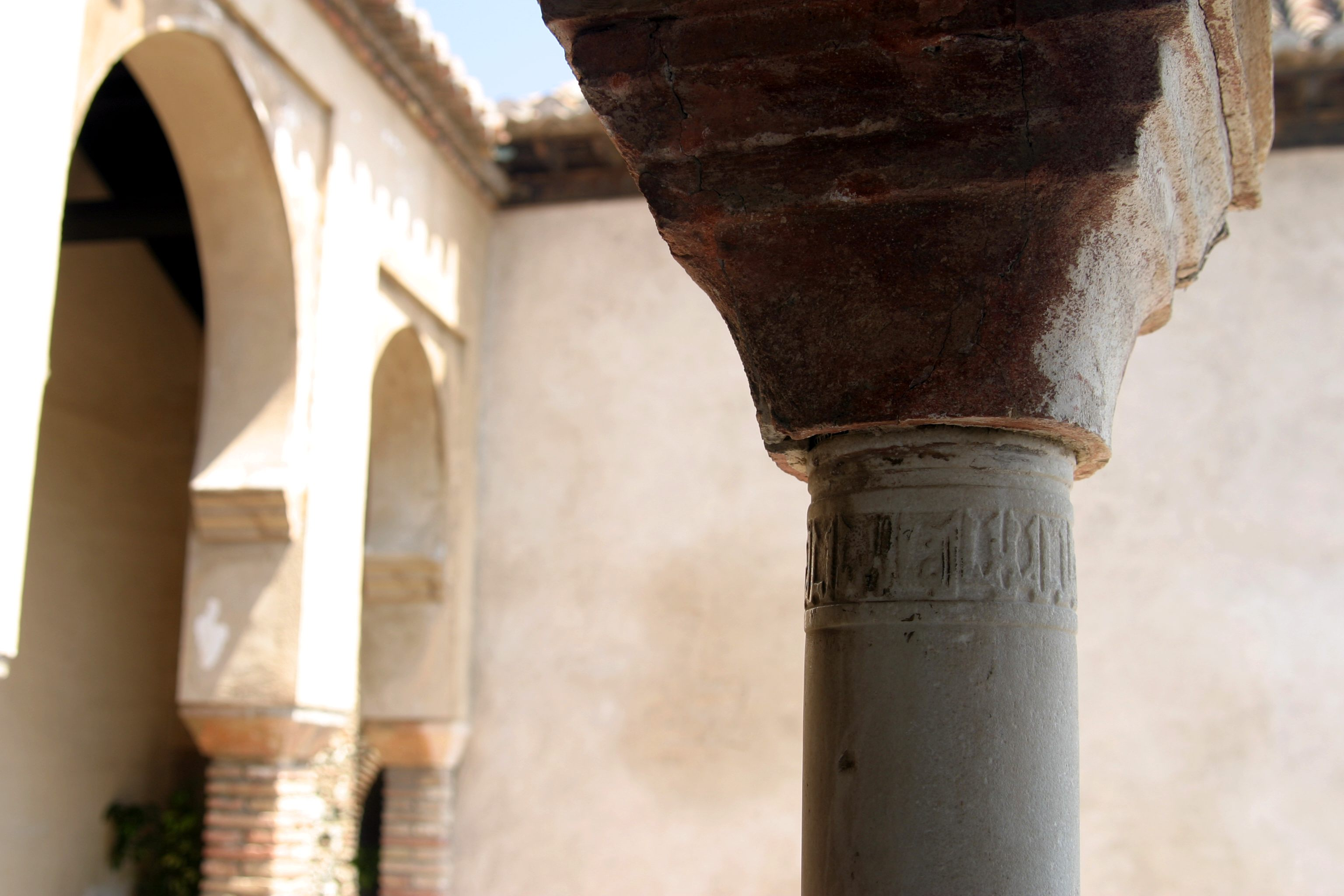
Capitel de una de las columnas.

En la parte más oriental del último recinto se encontraron las ruinas de un barrio de pequeñas casas formado por tres manzanas entre calles enlosadas.
Un pequeño baño y dos viviendas muy pequeñas conformaban la manzana sudoeste y otras dos pequeñas también las de la manzana más oriental. De mayor tamaño eran las tres viviendas encontradas en la manzana sur. La altura máxima de los muros que se han conservado es de un metro. Las puertas de las viviendas estaban compuestas por dos hojas de madera. La distribución de las viviendas estaba muy bien aprovechada: todas con un pequeño patio casi cuadrado, con aceras y crujías alrededor, en torno al cual se distribuían las habitaciones. Algunas de las casas conservan los primeros peldaños de las estrechas escaleras que conducían a la planta superior. El suelo de las habitaciones consistía en una capa de mortero de cal teñida de almagra, aunque algunas conservan losetas de barro y piezas de mármol aprovechadas. En el interior de las casas se encontraron zócalos pintados de rojo, con inscripciones en caligrafía cúfica y dibujos geométricos de lazo de a ocho.
En la parte septentrional del barrio había un baño, en donde el agua subía a través de una noria desde un pozo profundo al que llamaron Airón, en el recinto inferior.
El barrio disponía asimismo de un sistema de atarjeas para el alejamiento de las aguas negras, y casi todas las viviendas disponían de letrinas, lo que acredita el alto nivel de civilización que existía.
Al final del barrio se encuentra la Torre del Homenaje de planta casi cuadrada, obra del siglo XIV. Se construyó una vivienda en su parte alta, con salas y patio. De la escalera de subida no quedan huellas.

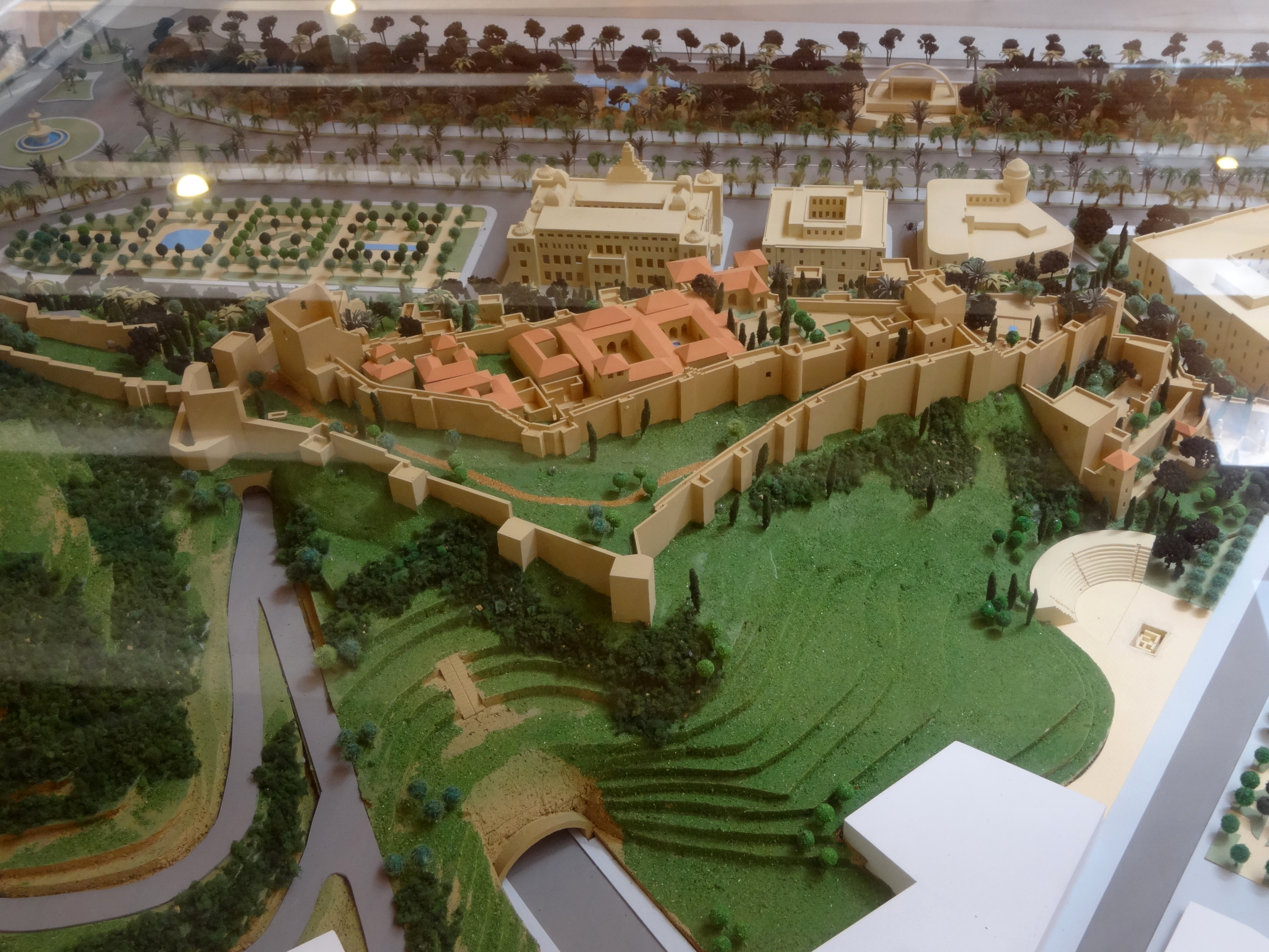
Maqueta de la Alcazaba.